# Ecuación de Andrade
Los ecuación de Andrade se utiliza como correlación para la viscosidad dinámica de sustancias puras . Lleva el nombre de Edward Andrade, pero fue sin embargo ya publicada por C. V. Raman en 1923 en la Revista Nature.

## Formulación
La ecuación describe una relación lineal entre el logaritmo de la  viscosidad y el inverso de la Temperatura:
{\displaystyle {\begin{aligned}\eta &=A\cdot e^{\frac {b}{T}}\\\Leftrightarrow \mathrm {ln} \,(\eta )&=\mathrm {ln} \,(A)+{\frac {b}{T}}\end{aligned}}}
con
- {\displaystyle \eta }: Viscosidad dinámica
- {\displaystyle A,b}: Constantes empíricas
- {\displaystyle T}: Temperatura absoluta en K
- {\displaystyle e}: Número de Euler.

## Bondad del ajuste

Etanol-Gráficas de la viscosidad
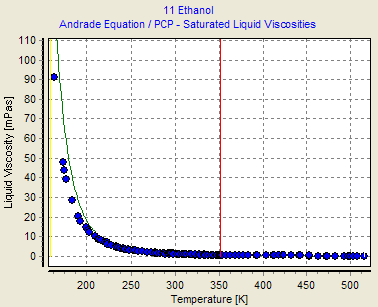
Representación estándar: Viscosidad/Temperatura
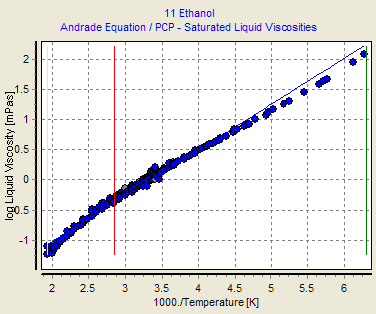
Logaritmo de la viscosidad/Inverso de la temperatura
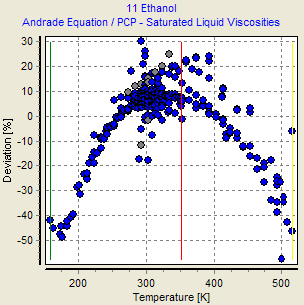
Desviación relativa

La gráfica con las desviaciones relativas muestra que la ecuación de Andrade no reproduce la variación de la viscosidad a lo largo de todo el rango de temperaturas de manera satisfactoria. Por tanto, debe emplearse únicamente dentro de un rango limitado de temperaturas.

## Ejemplo de parámetros
|         | {\displaystyle a=\ln(A)} | b [K]  | T(mín.) [K] | T(máx.) [K] |
| ------- | ------------------------ | ------ | ----------- | ----------- |
| agua    | -6,944                   | 2036,8 | 274         | 373         |
| benceno | -4,825                   | 1289,2 | 273         | 483         |
| acetona | -4,003                   | 848,5  | 400         | 329         |
| etanol  | -5,878                   | 1755,8 | 163         | 516         |

Los valores de la tabla proporcionan la viscosidad dinámica η en mPa*s.